# Aegviidu
Aegviidu (tyska: Charlottenhof) är en köping (estniska: alev) i Anija kommun i landskapet Harjumaa i norra Estland.
Köpingen utgjorde tidigare en egen kommun (köpingskommun, estniska: alevvald) men ingår sedan kommunreformen den 21 oktober 2017 i Anija kommun.
Aegviidu nämndes första gången 1796. 1870 anlades en station på orten vid öppnandet av järnvägen mellan Sankt Petersburg och Tallinn, vilket ledde till ett ekonomiskt uppsving för orten.

### Karta

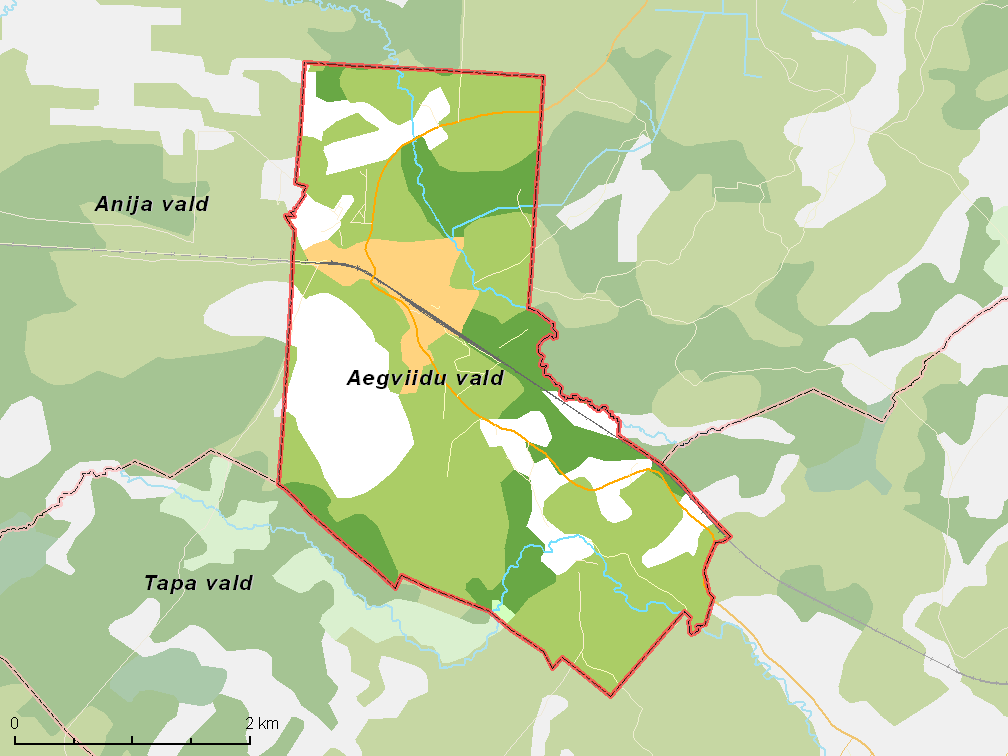
Översiktlig karta över den tidigare köpingskommunen.